# Mühlhausen (Neumarkt in der Oberpfalz járás)
Mühlhausen település Németországban, azon belül Bajorországban. Lakosainak száma 5246 fő (2023. december 31.).

## Népesség
A település népessége az elmúlt években az alábbi módon változott:
| Lakosok száma | 407  | 719  | 2680 | 3705 | 4647 | 4812 | 4937 | 4991 | 5104 | 5246 |
|               | 1875 | 1950 | 1975 | 1987 | 2012 | 2014 | 2016 | 2017 | 2021 | 2023 |